# Channomuraena vittata
Channomuraena vittata es una especie de pez de la familia de los morénidas en el orden de los Anguilliformes.

## Morfología
Los machos pueden llegar a alcanzar los 150 cm de longitud total.

## Distribución geográfica
Se encuentra en el Índico (Reunión, Mauricio y la Isla de Navidad), el Pacífico occidental ( Palau y las Hawái), en el Atlántico occidental (Bermuda, Bahamas y el Mar Caribe). También en Bahía (Brasil) y en las islas del Atlántico oriental.